# Ерјон Богдани
Ерјон Богдани (алб. Erjon Bogdani; Тирана, 14. април 1977) албански је фудбалски тренер и бивши фудбалер.